# Andreas J. Rottendorf
Andreas Josef Rottendorf (* 10. Oktober 1897 in Ennigerloh; † 20. November 1971 in Münster) war ein deutscher Schriftsteller und Unternehmer. Er ist Stifter des Rottendorf-Preises, der im jährlichen Wechsel für Verdienste um die niederdeutsche Sprache und für Fortschritte in der Pharmazie vergeben wird.

## Leben
Andreas Rottendorf wurde 1897 auf dem Schultenhof in Ennigerloh als Sohn des Bauern Heinrich Stephan Rottendorf und seiner Frau Josepha Antoinette Rottendorf geb. Wilke geboren. Rottendorf wurde auch Schulte Rottrup genannt.
Ab 1912 besuchte Rottendorf zunächst das Gymnasium Laurentianum Warendorf, wechselte dann aber zum Gymnasium Paulinum in Münster. 1916 schloss Rottendorf wegen des Krieges die Schule vorzeitig mit dem Abitur ab.
Nach einem Studium der Rechtswissenschaften an der Westfälischen Wilhelms-Universität in Münster wurde Rottendorf zunächst Kaufmann in einer chemischen Fabrik in Bückeburg. 1928 gründete er die Chemische Fabrik Rottendorf in Berlin. Nach dem Zweiten Weltkrieg kehrte er nach Ennigerloh zurück. Im Jahre 1949 nahm die Rottendorf Pharma dort die Produktion wieder auf.
Am 20. November 1971 verstarb Rottendorf in der Universitätsklinik Münster, bestattet wurde er in seiner Heimatstadt Ennigerloh.

## Auszeichnungen
- 1968 Bundesverdienstkreuz

## Schriften (Auswahl)
- Andreas-J.-Rottendorf-Lesebuch. Nyland-Stiftung, Köln 2006, ISBN 978-3-936235-14-2.
- Hakäsen. Contra torrentem Verlag, Berlin-Grunewald 1967.
- Wegemarken. Contra torrentem Verlag, Berlin-Grunewald 1966.
- Ick sinn de fink, ick sing. Contra torrentem Verlag, Berlin-Grunewald 1966.
- Arabesken. Contra torrentem Verlag, Berlin-Grunewald 1964.
- Sand im Getriebe. Contra torrentem Verlag, Berlin-Grunewald 1963.
- Bittere Pillen. Contra torrentem Verlag, Berlin-Grunewald 1962.
- Am Rande. Contra torrentem Verlag, Berlin-Grunewald 1960.
- Das blinde Huhn. Contra torrentem Verlag, Berlin-Grunewald 1958.
- Düörgemeus föklaore Köppe, stëiwe Nacken, faste Föüste un wahme Hiäten. Contra torrentem Verlag, Berlin-Grunewald 1956.